# Cosmin Perța
Cosmin Perța (n. 5 decembrie 1982, Vișeu de Sus, județul Maramureș) este un poet, prozator, eseist, editor și artist român multimedia.

## Biografie
Absolvent al Facultății de Litere din cadrul Universității ”Babeș-Bolyai” din Cluj-Napoca, își continuă studiile la Universitatea din București, unde obține o diplomă de masterat în literatură și titlul de doctor în litere cu o teză despre fantastic în literatura est-europeană. Debutează în 2002 cu placheta Zorovavel publicată la Editura Grinta, din Cluj, debut girat de o prefață a lui Victor Cubleșan și de un cuvânt al lui Ion Mureșan.
Urmează volumele de versuri Santinela de lut (Editura Vinea, 2005), Cântec pentru Maria (Editura Vinea, 2007), Bătrânul, o divină comedie (Editura Charmides, 2009), Fără titlu (Editura Paralela 45, 2011), Cântec de leagăn pentru generația mea (Editura Paralela 45, 2018).
Format ca poet, se afirmă ca prozator odată cu romanul Întâmplări la marginea lumii (Editura Cartea Românească, 2007), continuând cu volumul de proză Două povestiri (Editura Tracus Arte, 2010), Teofil și Câinele de lemn (Editura Herg Benet, 2012), Vizita (Editura Herg Benet, 2013), În urmă nu mai e nimic (Editura Polirom, 2015), Arșița (Editura Paralela 45, 2019), Dispariția (Polirom, 2021), Ca să nu se aleagă praful de toate (Polirom, 2023).
În 2021 publică la editura Polirom volumul pentru copii Anisia și uneltele fermecate, urmat în 2022 de Anisia și manuscrisul mistic.
A publicat și o monografie romanțată a poetului Nicolae Labiș, Labiș. Jurnalul pierdut (Polirom, 2022)
În 2011 publică la Editura Tracus Arte eseul Introducere în fantasticul de interpretare,  iar în 2012 monografia Radu G. Țeposu, rafinament și intuiție, la Editura MNLR.
În 2022 a vernisat prima instalație poetică multimedia, intitulată Tinerețe fără bătrânețe și viață fără de moarte. Instalația a fost expusă la București (Galeria Galateca) și la Muzeul Național Brukenthal din Sibiu. În 2023 vernisează la ARCUB o a doua instalație imersivă, Voices of war, realizată în colaborare cu muzicianul ucrainean Denys Vasyliev.
Din decembrie 2022 este curator al SwordS (Spoken Word Sessions), o scenă independentă de spoken word, performance poetic și experiment transartistic.
Printre alte premii relevante, pentru romanul Teofil și Câinele de lemn este desemnat Tânărul prozator al anului 2012, volumul de poeme Cântec de leagăn pentru generația mea obține premiul Observator cultural, iar romanul Arșița Premiul agentiadecarte.ro.

## Opera
- Zorovavel ( Editura Grinta, 2002)
- Santinela de lut (Editura Vinea, 2005)
- Cântec pentru Maria (Editura Vinea, 2007)
- Întâmplări la marginea lumii (Editura Cartea Românească, 2007)
- Bătrânul, o divină comedie (Editura Charmides, 2009)
- Două povestiri (Editura Tracus Arte, 2010)
- Fără titlu (Editura Paralela 45, 2011)
- Introducere în fantasticul de interpretare (Editura Tracus Arte, 2011)
- Teofil și Câinele de lemn (Editura Herg Benet, 2012, ISBN 978-606-8335-43-8)  Arhivat în 13 ianuarie 2016, la Wayback Machine.
- Radu G. Țeposu, rafinament și intuiție (Editura MNLR, 2012)
- Vizita (Editura Herg Benet, 2013, ISBN 978-606-8530-02-4)  Arhivat în 4 februarie 2016, la Wayback Machine.
- În urmă nu mai e nimic (Editura Polirom, 2015, ISBN 978-973-46-5573-1)  Arhivat în 27 ianuarie 2016, la Wayback Machine.
- Cântec de leagăn pentru generația mea (Editura Paralela 45, 2018, ISBN 978-973-47-2816-9)
- Arșița (Editura Paralela 45, 2019, ISBN 978-973-47-3082-7)
- Anisia și uneltele fermecate, ilustrații Andrei Gamarț (Editura Polirom, 2021, ISBN 978-973-46-8539-4)
- Dispariția (Editura Polirom, 2021, ISBN 978-973-46-8754-1)
- Anisia și manuscrisul mistic, ilustrații  Andrei Gamarț (Editura Polirom, 2022, ISBN 978-973-46-9239-2)
- Labiș. Jurnalul pierdut (Editura Polirom, 2022, ISBN 978-873-46-8998-9)
- Ca să nu aleagă praful de toate (Editura Polirom, 2023, ISBN 978-873-46-9335-1)
- Anisia și oceanul de uitare,  ilustrații de Andrei Gamarț, (Editura Polirom, 2024, ISBN 978-973-46-9836-3)
- Trilogia lui Teofil: În urmă nu mai e nimic, Arșița, Teofil și Câinele de lemn (Editura Polirom, 2024, ISBN 978-973-46-9799-1)
- Un loc îndepărtat, numai al lor (Editura Polirom, 2025, ISBN 978-630-344-116-0